# محمد مراد ناجي
محمد مراد ناجي  (1990 المغرب) هو لاعب كرة قدم مغربي.